# سوارآباد (اندیکا)
سوارآباد (اندیکا)، روستایی از توابع شهرستان اندیکا شهرستان مسجدسلیمان در استان خوزستان ایران است.

## جمعیت
این روستا در دهستان آبژدان قرار دارد و براساس سرشماری مرکز آمار ایران در سال ۱۳۸۵، جمعیت آن۲۰۰( نفر ۳۵خانوار) بوده‌است.